# Autokefália
Az autokefália (Görög autokefalosz szóból, jelentése „saját fejű”) a keleti ortodox egyházban az a státusz, amikor egy egyházi közösség püspöke nem tartozik hierarchikusan egy másik autoritás alá. Autokefáliát elvileg zsinat adhat, vagy magas rangú püspök (pátriárka). A gyakorlatban azonban sokszor hagyomány útján, saját kikiáltással, állami deklarációval jön létre. Ez egyben azt is jelenti, hogy az autokefál egyházak egyben nemzeti egyházak is. Az ortodox kereszténységben nem létezik a római katolikus egyház pápájához hasonló személyiség, aki a teljes egyházi szervezet csúcsán állna. Ennek ellenére a gyakorlatban a konstantinápolyi pátriárka tölt be hasonló, ha nem is annyira szimbolikus szerepet.
Az autokefália nincs benne a keresztény egyház eredeti, az egyház szerveződésével kapcsolatos tanaiban.

## Autokefál egyházak
Vannak egyházak, amelyek a hagyomány folytán váltak önállókká. Ezek a meghatározó pátriárkák székhelyei.
- Róma
- Konstantinápoly
- Alexandria
- Antiochia
- Jeruzsálem

### Önmagukat kiáltották autokefállá
- az orosz ortodox egyház 1448-ban Konstantinápollyal szemben (majd II. Jeremiás pátriárka révén Konstantinápoly elfogadta 1589-ben),
- a görög ortodox egyház 1833-ban (Konstantinápoly elfogadta 1850-ben),
- a román ortodox egyház 1865-ben (Konstantinápoly elfogadta 1885-ben),
- az albán ortodox egyház 1922-ben (Konstantinápoly elfogadta 1937-ben),
- a grúz ortodox egyház 486 majd 1917 (1811-ben az orosz ortodox egyház bekebelezte. 1917-ben újra kinyilvánították autokefalitását, de ezt az orosz ortodox egyház csak 1943-ban, a konstantinápolyi ortodox egyház pedig csak 1989-ben fogadta el)

### Egyes egyházakat állami deklarációval tettek autokefállá
- a szerb ortodox egyház már de facto autokefál volt 1832-ben, de Konstantinápoly csak 1879-ben ismerte el. A középkori szerb egyház 1219 óta autokefál volt. Az oszmán hódítás után Mehmet Szokoli (Sokolović) nagyvezír állította vissza az Ipeki (Peć) Pátriarchátust 1557-ben.
- a bolgár ortodox egyház (Exarchátus) a szultán ismerte el 1870-ben. Azonban az 1872-es Jeruzsálemi Zsinat elítélte. A végső rendezésre 1945-ig kellett várni.

### Ökumenikus zsinat hozta létre
- a ciprusi ortodox egyház a harmadik ökumenikus zsinat ismerte el 431-ben,
- a jeruzsálemi ortodox egyház a 692-es Quinisext Zsinat ismerte el.